# Sant’Agata di Militello
Sant’Agata di Militello ist eine Stadt der Metropolitanstadt Messina in der Region Sizilien in Italien mit 11.939 Einwohnern (Stand 31. Dezember 2023).

## Lage und Daten
Sant'Agata di Militello liegt 99 km westlich von Messina und 136 km östlich von Palermo an der Küste des Tyrrhenischen Meeres. Arbeitsplätze gibt es in der Landwirtschaft, im Handwerk und in der Marmorindustrie.
Sant’Agata di Militello hat eine Autobahnanschluss an der A20/E90. Der Bahnhof von Sant'Agata di Militello liegt an der Bahnstrecke Fiumetorto–Messina. Die Fahrzeit mit der Bahn beträgt je nach Zugtyp zwischen 1 Stunde und 38 Minuten und 2 Stunden.
Die Nachbargemeinden sind Acquedolci, Militello Rosmarino, San Fratello und Torrenova.

## Geschichte
Der Ort wurde im Jahre 1630 in der Nähe eines normannischen Turms von Luigi Calego gegründet.

## Sehenswürdigkeiten
- Pfarrkirche, Baubeginn war 1842, fertiggestellt wurde die Kirche 1928
- Schloss aus dem 18. Jahrhundert, es gehörte den Prinzen von Trabia
- Ethno-Anthropologisches Museum des Nebrodischen Gebirges im Palazzo Gentile

## Persönlichkeiten
- Giuseppe Gentile (1879–1955), Diplomat und Politiker
- Vincenzo Consolo (1933–2012), Schriftsteller
- Claudio Caiolo (* 1966), Schauspieler und Autor
- Alice Caioli (* 1995), Popsängerin